# مانتو (فیلم ۲۰۱۸)
مانتو نام یک فیلم هندی به کارگردانی ناندیتا داس محصول ۲۰۱۸ است. این فیلم برای رقابت در بخش نوعی نگاه هفتاد و یکمین جشنواره فیلم کن انتخاب شد.

## بازیگران
- نوازالدین صدیقی
- ریشی کاپور
- پارش راوال
- پوراب کهلی
- طاهر رجب باسین
- راسیکا دوگال
- راجشری دشپانده
- ویجی وارما